# Promonotus arcassonensis
Promonotus arcassonensis är en plattmaskart som beskrevs av Ax 1959. Promonotus arcassonensis ingår i släktet Promonotus och familjen Monocelididae. Inga underarter finns listade i Catalogue of Life.